# 무스카린 작용제
무스카린 작용제(muscarinic agonist)는 무스카린성 아세틸콜린 수용체(mAChR)를 활성화시키는 약제로, 니코틴 작용제와 함께 콜린 작용제에 속한다. 무스카린성 아세틸콜린 수용체는 Gi나 Gq 서브유닛과 연결된 GPCR의 일종으로, M1부터 M5까지의 여러 가지 다른 종류가 있다. 무스카린 작용제는 M1~M5 수용체에 대한 친화력이 각기 다르다. 또한 다른 종류의 아세틸콜린 수용체인 니코틴성 아세틸콜린 수용체(nAChR)에 대한 친화력도 무스카린 작용제마다 상이하다.
임상적으로 필로카핀, 메타콜린, 베타네콜, 카르바콜 등이 사용된다. 필로카핀과 카르바콜은 동공 수축제(축동제)로서 녹내장 치료에 이용되며, 베타네콜은 위장관계나 방광의 근육긴장저하 치료에 이용된다. 메타콜린은 천식이나 만성 폐쇄성 폐질환(COPD) 등을 진단할 때 기관지과민성 여부를 판단하기 위한 유발 약제로 사용된다.

## 같이 보기
- 무스카린
- 무스카린성 아세틸콜린 수용체
- 니코틴성 아세틸콜린 수용체